# A 2013-as Tour de France szakaszai (12–21.)

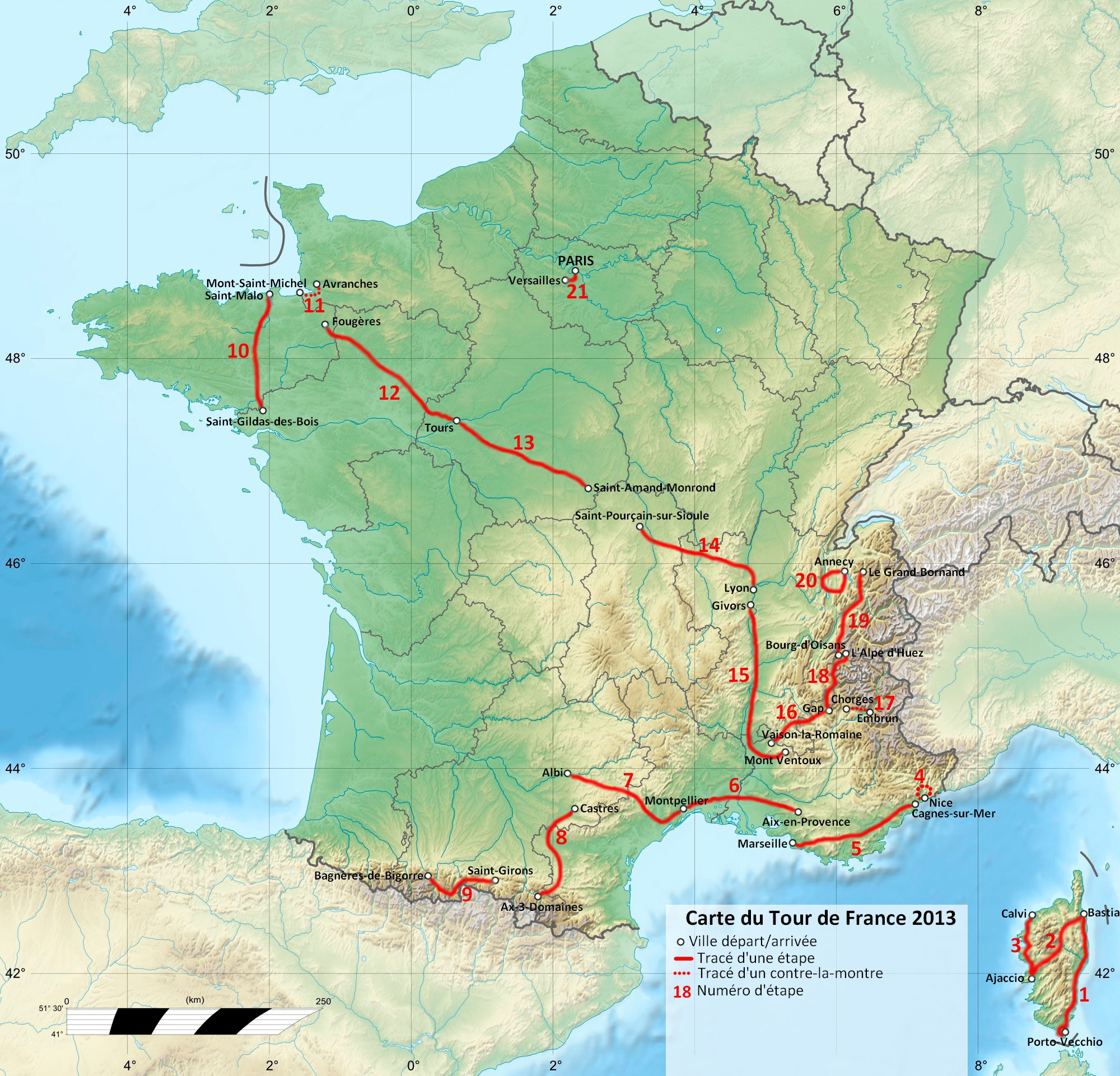
A centenáriumi Tour útvonala

Ez a szócikk a 100., 2013. évi Tour de France eredményeit mutatja be a 12. szakasztól a 21.-ig. A többi szakasz eredményei megtekinthetők itt: A 2013-as Tour de France szakaszai (1–11.).
A centenáriumi körverseny alkalmából a kerékpárosok először látogattak Korzika szigetére, ahol az első három szakaszt is megrendezték. Ezután Marseille-től nyugatra haladva érték el a Pireneusokat, majd az ország északnyugati részéből jutottak el Lyonhoz, s az alpesi távok után értek be a fővárosba, ahol a jeles évforduló alkalmából este, lámpafénynél haladtak át a célon.

## 12. szakasz

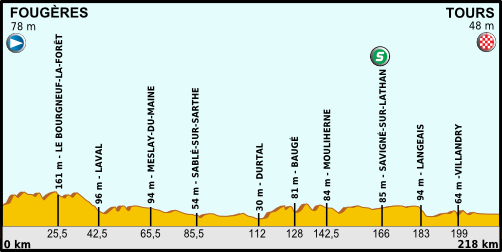
A 12. szakasz profilja

2013. július 11. —  Fougères >  Tours — 218 km,  sík szakasz

| #   | Versenyző          | Csapat | Idő        |
| --- | ------------------ | ------ | ---------- |
| 1.  | Marcel Kittel      | ARG    | 4h 49' 49" |
| 2.  | Mark Cavendish     | OPQ    | + 0"       |
| 3.  | Peter Sagan        | CAN    | + 0"       |
| 4.  | Alexander Kristoff | KAT    | + 0"       |
| 5.  | Roberto Ferrari    | LAM    | + 0"       |
| 6.  | Daryl Impey        | OGE    | + 0"       |
| 7.  | José Joaquín Rojas | MOV    | + 0"       |
| 8.  | Yohann Gène        | EUC    | + 0"       |
| 9.  | Juan José Lobato   | EUS    | + 0"       |
| 10. | Samuel Dumoulin    | ALM    | + 0"       |

| #   | Versenyző             | Csapat | Idő         |
| --- | --------------------- | ------ | ----------- |
| 1.  | Chris Froome          | SKY    | 47h 19' 13" |
| 2.  | Alejandro Valverde    | MOV    | + 3' 25"    |
| 3.  | Bauke Mollema         | BEL    | + 3' 37"    |
| 4.  | Alberto Contador      | TST    | + 3' 54"    |
| 5.  | Roman Kreuziger       | TST    | + 3' 57"    |
| 6.  | Laurens ten Dam       | BEL    | + 4' 10"    |
| 7.  | Michał Kwiatkowski    | OPQ    | + 4' 44"    |
| 8.  | Nairo Quintana        | MOV    | + 5' 18"    |
| 9.  | Rui Costa             | MOV    | + 5' 37"    |
| 10. | Jean-Cristophe Péraud | ALM    | + 5' 39"    |

## 13. szakasz

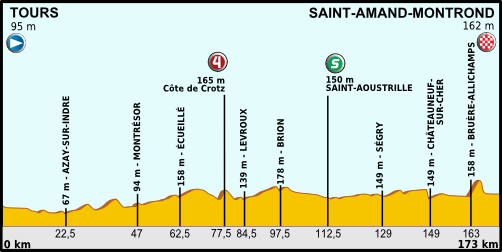
A 13. szakasz profilja

2013. július 12. —  Tours >  Saint-Amand-Montrond — 173 km,  sík szakasz

| #   | Versenyző        | Csapat | Idő        |
| --- | ---------------- | ------ | ---------- |
| 1.  | Mark Cavendish   | OPQ    | 3h 40' 08" |
| 2.  | Peter Sagan      | CAN    | + 0"       |
| 3.  | Bauke Mollema    | BEL    | + 0"       |
| 4.  | Jakob Fuglsang   | AST    | + 0"       |
| 5.  | Niki Terpstra    | OPQ    | + 0"       |
| 6.  | Roman Kreuziger  | TST    | + 0"       |
| 7.  | Alberto Contador | TST    | + 0"       |
| 8.  | Laurens ten Dam  | BEL    | + 0"       |
| 9.  | Sylvain Chavanel | OPQ    | + 6"       |
| 10. | Michael Rogers   | TST    | + 9"       |

| #   | Versenyző             | Csapat | Idő         |
| --- | --------------------- | ------ | ----------- |
| 1.  | Chris Froome          | SKY    | 51h 00' 30" |
| 2.  | Bauke Mollema         | BEL    | + 2' 28"    |
| 3.  | Alberto Contador      | TST    | + 2' 45"    |
| 4.  | Roman Kreuziger       | TST    | + 2' 48"    |
| 5.  | Laurens ten Dam       | BEL    | + 3' 01"    |
| 6.  | Jakob Fuglsang        | AST    | + 4' 39"    |
| 7.  | Michał Kwiatkowski    | OPQ    | + 4' 44"    |
| 8.  | Nairo Quintana        | MOV    | + 5' 18"    |
| 9.  | Jean-Cristophe Péraud | ALM    | + 5' 39"    |
| 10. | Joaquim Rodríguez     | KAT    | + 5' 48"    |

## 14. szakasz

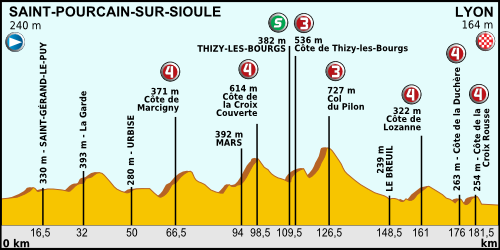
A 14. szakasz profilja

2013. július 13. —  Saint-Pourçain-sur-Sioule >  Lyon — 191 km,  sík szakasz

| #   | Versenyző          | Csapat | Idő        |
| --- | ------------------ | ------ | ---------- |
| 1.  | Matteo Trentin     | OPQ    | 4h 15' 11" |
| 2.  | Michael Albasini   | OGE    | + 0"       |
| 3.  | Andrew Talansky    | GRS    | + 0"       |
| 4.  | José Joaquín Rojas | MOV    | + 0"       |
| 5.  | Egoitz García      | COF    | + 0"       |
| 6.  | Lars Bak           | LTB    | + 0"       |
| 7.  | Simon Geschke      | ARG    | + 0"       |
| 8.  | Arthur Vichot      | FDJ    | + 0"       |
| 9.  | Pavel Brutt        | KAT    | + 0"       |
| 10. | Cyril Gautier      | EUC    | + 0"       |

| #   | Versenyző             | Csapat | Idő         |
| --- | --------------------- | ------ | ----------- |
| 1.  | Chris Froome          | SKY    | 55h 22' 58" |
| 2.  | Bauke Mollema         | BEL    | + 2' 28"    |
| 3.  | Alberto Contador      | TST    | + 2' 45"    |
| 4.  | Roman Kreuziger       | TST    | + 2' 48"    |
| 5.  | Laurens ten Dam       | BEL    | + 3' 01"    |
| 6.  | Jakob Fuglsang        | AST    | + 4' 39"    |
| 7.  | Michał Kwiatkowski    | OPQ    | + 4' 44"    |
| 8.  | Nairo Quintana        | MOV    | + 5' 18"    |
| 9.  | Jean-Cristophe Péraud | ALM    | + 5' 39"    |
| 10. | Joaquim Rodríguez     | KAT    | + 5' 48"    |

## 15. szakasz

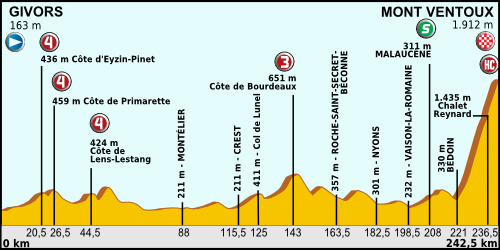
A 15. szakasz profilja

2013. július 14. —  Givors >  Mount Ventoux — 242,5 km,  hegyi szakasz

| #   | Versenyző             | Csapat | Idő        |
| --- | --------------------- | ------ | ---------- |
| 1.  | Chris Froome          | SKY    | 5h 48' 45" |
| 2.  | Nairo Quintana        | MOV    | + 29"      |
| 3.  | Mikel Nieve           | EUS    | + 1' 23"   |
| 4.  | Joaquim Rodríguez     | KAT    | + 1' 23"   |
| 5.  | Roman Kreuziger       | TST    | + 1' 40"   |
| 6.  | Alberto Contador      | TST    | + 1' 40"   |
| 7.  | Jakob Fuglsang        | AST    | + 1' 43"   |
| 8.  | Bauke Mollema         | BEL    | + 1' 46"   |
| 9.  | Laurens ten Dam       | BEL    | + 1' 53"   |
| 10. | Jean-Cristophe Péraud | ALM    | + 2' 08"   |

| #   | Versenyző             | Csapat | Idő         |
| --- | --------------------- | ------ | ----------- |
| 1.  | Chris Froome          | SKY    | 61h 11' 43" |
| 2.  | Bauke Mollema         | BEL    | + 4' 14"    |
| 3.  | Alberto Contador      | TST    | + 4' 25"    |
| 4.  | Roman Kreuziger       | TST    | + 4' 28"    |
| 5.  | Laurens ten Dam       | BEL    | + 4' 54"    |
| 6.  | Nairo Quintana        | MOV    | + 5' 47"    |
| 7.  | Jakob Fuglsang        | AST    | + 6' 22"    |
| 8.  | Joaquim Rodríguez     | KAT    | + 7' 11"    |
| 9.  | Jean-Cristophe Péraud | ALM    | + 7' 47"    |
| 10. | Michał Kwiatkowski    | OPQ    | + 7' 58"    |

## Pihenőnap
2013. július 15. —  Vaucluse

## 16. szakasz

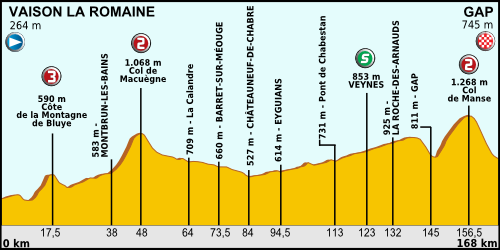
A 16. szakasz profilja

2013. július 16. —  Vaison-la-Romaine >  Gap — 168 km,  közepes hegyi szakasz

| #   | Versenyző            | Csapat | Idő        |
| --- | -------------------- | ------ | ---------- |
| 1.  | Rui Costa            | MOV    | 3h 52' 45" |
| 2.  | Christophe Riblon    | ALM    | + 42"      |
| 3.  | Arnold Jeannesson    | FDJ    | + 42"      |
| 4.  | Jérôme Coppel        | COF    | + 42"      |
| 5.  | Andreas Klöden       | RLT    | + 42"      |
| 6.  | Tom Dumoulin         | ARG    | + 1' 00"   |
| 7.  | Mikel Astarloza      | EUS    | + 1' 01"   |
| 8.  | Philippe Gilbert     | BMC    | + 1' 04"   |
| 9.  | Cameron Meyer        | OGE    | + 1' 04"   |
| 10. | Ramūnas Navardauskas | GRS    | + 1' 04"   |

| #   | Versenyző             | Csapat | Idő         |
| --- | --------------------- | ------ | ----------- |
| 1.  | Chris Froome          | SKY    | 65h 15' 36" |
| 2.  | Bauke Mollema         | BEL    | + 4' 14"    |
| 3.  | Alberto Contador      | TST    | + 4' 25"    |
| 4.  | Roman Kreuziger       | TST    | + 4' 28"    |
| 5.  | Nairo Quintana        | MOV    | + 5' 47"    |
| 6.  | Laurens ten Dam       | BEL    | + 5' 54"    |
| 7.  | Joaquim Rodríguez     | KAT    | + 7' 11"    |
| 8.  | Jakob Fuglsang        | AST    | + 7' 22"    |
| 9.  | Jean-Cristophe Péraud | ALM    | + 8' 47"    |
| 10. | Daniel Martin         | GRS    | + 9' 28"    |

## 17. szakasz

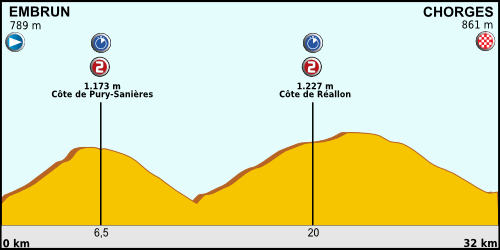
A 17. szakasz profilja

2013. július 17. —  Embrun >  Chorges — 32 km,  egyéni időfutam

| #   | Versenyző          | Csapat | Idő      |
| --- | ------------------ | ------ | -------- |
| 1.  | Chris Froome       | SKY    | 51' 33"  |
| 2.  | Alberto Contador   | TST    | + 9"     |
| 3.  | Joaquim Rodríguez  | KAT    | + 10"    |
| 4.  | Roman Kreuziger    | TST    | + 23"    |
| 5.  | Alejandro Valverde | MOV    | + 30"    |
| 6.  | Nairo Quintana     | MOV    | + 1' 11" |
| 7.  | Michał Kwiatkowski | OPQ    | + 1' 33" |
| 8.  | Jakob Fuglsang     | AST    | + 1' 34" |
| 9.  | Andrew Talansky    | GRS    | + 1' 41" |
| 10. | Tejay van Garderen | BMC    | + 1' 51" |

| #   | Versenyző          | Csapat | Idő         |
| --- | ------------------ | ------ | ----------- |
| 1.  | Chris Froome       | SKY    | 66h 07' 09" |
| 2.  | Alberto Contador   | TST    | + 4' 34"    |
| 3.  | Roman Kreuziger    | TST    | + 4' 51"    |
| 4.  | Bauke Mollema      | BEL    | + 6' 23"    |
| 5.  | Nairo Quintana     | MOV    | + 6' 58"    |
| 6.  | Joaquim Rodríguez  | KAT    | + 7' 21"    |
| 7.  | Laurens ten Dam    | BEL    | + 8' 23"    |
| 8.  | Jakob Fuglsang     | AST    | + 8' 56"    |
| 9.  | Michał Kwiatkowski | OPQ    | + 11' 10"   |
| 10. | Daniel Martin      | GRS    | + 12' 50"   |

## 18. szakasz

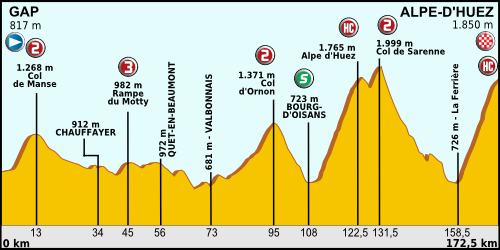
A 18. szakasz profilja

2013. július 18. —  Gap >  Alpe d’Huez — 172,5 km,  hegyi szakasz

| #   | Versenyző          | Csapat | Idő        |
| --- | ------------------ | ------ | ---------- |
| 1.  | Christophe Riblon  | ALM    | 4h 51' 32" |
| 2.  | Tejay van Garderen | BMC    | + 59"      |
| 3.  | Moreno Moser       | CAN    | + 1' 27"   |
| 4.  | Nairo Quintana     | MOV    | + 2' 12"   |
| 5.  | Joaquim Rodríguez  | KAT    | + 2' 15"   |
| 6.  | Richie Porte       | SKY    | + 3' 18"   |
| 7.  | Chris Froome       | SKY    | + 3' 18"   |
| 8.  | Alejandro Valverde | MOV    | + 3' 22"   |
| 9.  | Mikel Nieve        | EUS    | + 4' 15"   |
| 10. | Jakob Fuglsang     | AST    | + 4' 15"   |

| #   | Versenyző          | Csapat | Idő         |
| --- | ------------------ | ------ | ----------- |
| 1.  | Chris Froome       | SKY    | 71h 02' 19" |
| 2.  | Alberto Contador   | TST    | + 5' 11"    |
| 3.  | Nairo Quintana     | MOV    | + 5' 32"    |
| 4.  | Roman Kreuziger    | TST    | + 5' 44"    |
| 5.  | Joaquim Rodríguez  | KAT    | + 5' 58"    |
| 6.  | Bauke Mollema      | BEL    | + 8' 58"    |
| 7.  | Jakob Fuglsang     | AST    | + 9' 33"    |
| 8.  | Michael Rogers     | TST    | + 14' 26"   |
| 9.  | Michał Kwiatkowski | OPQ    | + 14' 38"   |
| 10. | Laurens ten Dam    | BEL    | + 14' 39"   |

## 19. szakasz

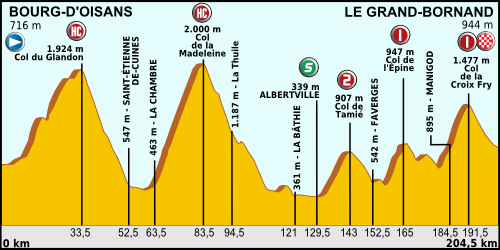
A 19. szakasz profilja

2013. július 19. —  Bourg d'Oisans >  Le Grand-Bornand — 204,5 km,  hegyi szakasz

| #   | Versenyző            | Csapat | Idő        |
| --- | -------------------- | ------ | ---------- |
| 1.  | Rui Costa            | MOV    | 5h 59' 01" |
| 2.  | Andreas Klöden       | RLT    | + 48"      |
| 3.  | Jan Bakelants        | RLT    | + 1' 44"   |
| 4.  | Alexandre Geniez     | FDJ    | + 1' 52"   |
| 5.  | Dani Navarro         | COF    | + 1' 55"   |
| 6.  | Bart De Clercq       | LTB    | + 1' 58"   |
| 7.  | Robert Gesink        | BEL    | + 2' 03"   |
| 8.  | Alessandro De Marchi | CAN    | + 2' 05"   |
| 9.  | Mikel Nieve          | EUS    | + 2' 16"   |
| 10. | Rubén Plaza          | MOV    | + 2' 44"   |

| #   | Versenyző          | Csapat | Idő         |
| --- | ------------------ | ------ | ----------- |
| 1.  | Chris Froome       | SKY    | 77h 10' 00" |
| 2.  | Alberto Contador   | TST    | + 5' 11"    |
| 3.  | Nairo Quintana     | MOV    | + 5' 32"    |
| 4.  | Roman Kreuziger    | TST    | + 5' 44"    |
| 5.  | Joaquim Rodríguez  | KAT    | + 5' 58"    |
| 6.  | Bauke Mollema      | BEL    | + 8' 58"    |
| 7.  | Jakob Fuglsang     | AST    | + 9' 33"    |
| 8.  | Dani Navarro       | COF    | + 12' 33"   |
| 9.  | Alejandro Valverde | MOV    | + 14' 56"   |
| 10. | Michał Kwiatkowski | OPQ    | + 16' 08"   |

## 20. szakasz

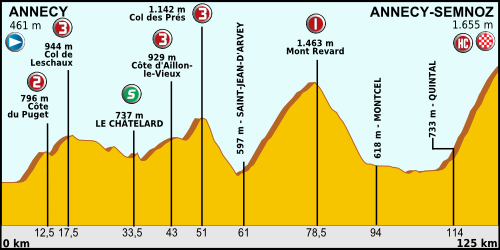
A 20. szakasz profilja

2013. július 20. —  Annecy >  Annecy — 125 km,  közepes hegyi szakasz

| #   | Versenyző                | Csapat | Idő        |
| --- | ------------------------ | ------ | ---------- |
| 1.  | Nairo Quintana           | MOV    | 3h 39' 04" |
| 2.  | Joaquim Rodríguez        | KAT    | + 18"      |
| 3.  | Chris Froome             | SKY    | + 29"      |
| 4.  | Alejandro Valverde       | MOV    | + 1' 42"   |
| 5.  | Richie Porte             | SKY    | + 2' 17"   |
| 6.  | Andrew Talansky          | LTB    | + 2' 27"   |
| 7.  | Alberto Contador         | TST    | + 2' 28"   |
| 8.  | John Gadret              | ALM    | + 2' 48"   |
| 9.  | Jesús Hernández Blázquez | TST    | + 2' 55"   |
| 10. | Roman Kreuziger          | TST    | + 2' 55"   |

| #   | Versenyző          | Csapat | Idő         |
| --- | ------------------ | ------ | ----------- |
| 1.  | Chris Froome       | SKY    | 80h 49' 33" |
| 2.  | Nairo Quintana     | MOV    | + 5' 03"    |
| 3.  | Joaquim Rodríguez  | KAT    | + 5' 47"    |
| 4.  | Alberto Contador   | TST    | + 7' 10"    |
| 5.  | Roman Kreuziger    | TST    | + 8' 10"    |
| 6.  | Bauke Mollema      | BEL    | + 12' 25"   |
| 7.  | Jakob Fuglsang     | AST    | + 13' 00"   |
| 8.  | Alejandro Valverde | MOV    | + 16' 09"   |
| 9.  | Dani Navarro       | COF    | + 16' 35"   |
| 10. | Andrew Talansky    | LTB    | + 18' 22"   |

## 21. szakasz

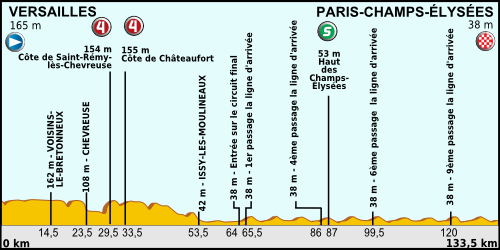
Az utolsó, 21. szakasz profilja

2013. július 21. —  Versailles >  Párizs, Champs-Élysées — 133,5 km,  sík szakasz

| #   | Versenyző          | Csapat | Idő        |
| --- | ------------------ | ------ | ---------- |
| 1.  | Marcel Kittel      | ARG    | 3h 06' 14" |
| 2.  | André Greipel      | LTB    | + 0"       |
| 3.  | Mark Cavendish     | OPQ    | + 0"       |
| 4.  | Peter Sagan        | CAN    | + 0"       |
| 5.  | Roberto Ferrari    | LAM    | + 0"       |
| 6.  | Alexander Kristoff | KAT    | + 0"       |
| 7.  | Kévin Reza         | EUC    | + 0"       |
| 8.  | Yohann Gène        | EUC    | + 0"       |
| 9.  | Daniele Bennati    | TST    | + 0"       |
| 10. | Murilo Fischer     | FDJ    | + 0"       |

| #   | Versenyző          | Csapat | Idő         |
| --- | ------------------ | ------ | ----------- |
| 1.  | Chris Froome       | SKY    | 83h 56' 40" |
| 2.  | Nairo Quintana     | MOV    | + 4' 20"    |
| 3.  | Joaquim Rodríguez  | KAT    | + 5' 04"    |
| 4.  | Alberto Contador   | TST    | + 6' 27"    |
| 5.  | Roman Kreuziger    | TST    | + 7' 27"    |
| 6.  | Bauke Mollema      | BEL    | + 11' 42"   |
| 7.  | Jakob Fuglsang     | AST    | + 12' 17"   |
| 8.  | Alejandro Valverde | MOV    | + 15' 26"   |
| 9.  | Dani Navarro       | COF    | + 15' 52"   |
| 10. | Andrew Talansky    | LTB    | + 17' 39"   |

## Lásd még
- A 2013-as Tour de France szakaszai (1–11.)
- 2013-as Tour de France